# 金岭矿业
山东金岭矿业股份有限公司 （深交所：000655）是中国深圳证券交易所的一家上市公司，主营业务范围为黑色金属矿采选业。
2011年，该公司主营业务收入为1784013716.51元，公司净利润为497805573.20元，公司总资产为2933624237.69元。